# Marco Ricca
Marco Antonio Ricca (São Paulo, 28 de novembro de 1962) é um ator e cineasta brasileiro.

## Biografia
Marco nasceu na cidade de São Paulo em 1962. Sua estreia na televisão foi em 1993, na novela Renascer, da Rede Globo, interpretando o personagem José Augusto. No ano seguinte transferiu-se para o SBT, onde atuou na novela Éramos Seis. Em 1995, fez uma rápida passagem pela teledramaturgia da Rede Bandeirantes, participando da novela A Idade da Loba. Em seguida, retornou ao SBT, para protagonizar a novela Razão de Viver.
Por volta dessa época que iniciou um relacionamento com a atriz Adriana Esteves, com quem contracenou na novela global. Os dois casaram-se em 1994 e tiveram um filho, Felipe. A separação aconteceu amigavelmente, em 2003. Em 1997, Marco retornou definitivamente para a Rede Globo, emissora na qual permanece contratado até os dias atuais. Atuou na novela Por Amor e, em 1998, integrou o elenco do remake de Pecado Capital, na pele do bandido Miguel. Em 1999, fez uma participação na novela Força de Um Desejo e ainda, ganhou o prêmio Lente de Cristal de Melhor Ator Coadjuvante no Festival de Cinema Brasileiro de Miami, por Até que a Vida nos Separe.
Em 2000, participaria de sua primeira minissérie, Aquarela do Brasil e, em 2001, recebeu uma indicação de Melhor Ator no Grande Prêmio Cinema Brasil, pelo filme O Invasor, tendo sido muito elogiado pela crítica por sua atuação no longa. Em 2002, viveu um dos personagens centrais da novela O Beijo do Vampiro. Depois, emendou com Kubanacan, novela exibida logo após o fim de O Beijo do Vampiro, tendo entrado na trama já no meio para permanecer até o fim, porém insatisfeito com os rumos dados a sua personagem, pediu para sair.
Em 2005, esteve presente no grande sucesso do Projeto Quadrante, Hoje é Dia de Maria e, ainda atuou na novela Bang Bang. Novamente, insatisfeito com os rumos da novela, pediu para deixar a produção. Em 2006, representou o dono da emissora da qual é contratado, Roberto Marinho, na minissérie JK , embora, curiosamente, tenha também interpretado seu concorrente, o fundador dos Diários Associados, Assis Chateaubriand, no filme Chatô, o Rei do Brasil. Também nesse ano, atuou como produtor, roteirista e ator no filme Crime Delicado.
Em 2007, mostrou seu lado cômico na novela Paraíso Tropical, como Gustavo, homem simples que vive as turras com a esposa, vivida por Isabela Garcia. Em 2008, recusou o convite para antagonizar o remake de Ciranda de Pedra e, em 2009, protagonizou o seriado Tudo Novo de Novo. Em 2009, dirigiu seu primeiro longa, Cabeça a Prêmio, com Alice Braga e Fúlvio Stefanini. Em 2010, vive o batalhador Gino em Ti Ti Ti e no ano seguinte integra o elenco de O Astro na pele do ambicioso Samir Hayalla, o grande vilão da trama. Em 2013, esteve em Sangue Bom como o empresário Wilson.
Em 2014, volta à TV interpretando Silvio, na série Doce de Mãe, mesmo personagem que ele interpretou no telefilme homônimo. No mesmo ano vive um dos protagonistas da novela Boogie Oogie. Em 2016 participou da novela Liberdade, Liberdade, onde viveu Mão de Luva, um dos melhores papéis de sua carreira, mas teve que se ausentar em seu segundo mês, por ter contraído dengue. Nos anos seguintes, estrelou diversos filmes, sendo eles, Sueño Florianópolis ao lado de Andrea Beltrão, Paterno do diretor Marcelo Lordello e Rasga Coração atuando como o militante Manguari Pistolão.

## Vida pessoal
Marco é filho de Júlio Ricca e Lélia Teresinha Cantisani, ambos oriundos de uma família de imigrantes italianos. Seu pai morreu quando tinha apenas quatro anos de idade.
Seu irmão, o produtor cultural Giuliano Ricca, desapareceu em outubro de 2014, depois de sair de São Paulo com destino ao Rio de Janeiro. Ele tinha então 47 anos e era sócio do ator na empresa Ricca Produções, fundada em 1998. Dois meses depois Marco divulgou o fato, o que não havia feito antes, segundo ele, para não comprometer as investigações. No dia 2 de novembro de 2020 o carro do produtor foi encontrado por trabalhadores que faziam uma obra às margens da rodovia Presidente Dutra, na altura do km 192, na cidade de Santa Isabel sentido Rio de Janeiro. O veículo tinha sinais de capotamento e estava em uma área de mata às margens da rodovia. Dentro carro, além de uma ossada, a polícia localizou pertences e documentos de Giuliano, que seriam periciados, com um exame de DNA da ossada para identificar as causas da morte e se o corpo seria de Giuliano. Um mês depois, a família pediu sigilo sobre o andamento da perícia e para que o resultado fosse divulgado apenas quando o inquérito policial fosse concluído.

## Filmografia

### Televisão
| Ano     | Título                          | Personagem                            | Notas                                                                                             |
| ------- | ------------------------------- | ------------------------------------- | ------------------------------------------------------------------------------------------------- |
| 1993    | Renascer                        | José Augusto Inocêncio                |                                                                                                   |
| 1994    | Você Decide                     |                                       | Episódio: "Flor de Outono"                                                                        |
| 1994    | Éramos Seis                     | Felício                               |                                                                                                   |
| 1995    | Você Decide                     |                                       | Episódio: "O Matador"                                                                             |
| 1995    | A Idade da Loba                 | Marcos                                |                                                                                                   |
| 1996    | Razão de Viver                  | André Santos                          |                                                                                                   |
| 1997    | Por Amor                        | Nestor Pereira                        |                                                                                                   |
| 1998    | Você Decide                     |                                       | Episódio: "Assassino em Potencial"                                                                |
| 1998    | Pecado Capital                  | Miguel Ferreira                       |                                                                                                   |
| 1999    | Você Decide                     | Jairo                                 | Episódio: "Trio em Lá Menor" Episódio: "Faça a Coisa Certa"                                       |
| 1999    | Força de um Desejo              | Conde Pedro Afonso Andrade de Aguiar  | Participação                                                                                      |
| 2000    | Aquarela do Brasil              | Felipe Martins                        |                                                                                                   |
| 2001    | Brava Gente                     | Famigeradô / Santinho Toledo          | Episódio: "Arioswaldo e Sua Mãe Centenária" Episódio: "O Crime Imperfeito"                        |
| 2002    | A Grande Família                | Tarcísio                              | Episódio: "Nenê ao Volante, Perigo de Amante"                                                     |
| 2002    | Os Normais                      | Rique                                 | Episódio: "Tudo Normal Até Que" Episódio: "Mais do que Normal" Episódio: "O Tipo de Coisa Normal" |
| 2002    | O Beijo do Vampiro              | Augusto dos Anjos                     |                                                                                                   |
| 2003    | Kubanacan                       | Celso Pantaleón Camacho               |                                                                                                   |
| 2004    | Histórias de Cama & Mesa        | Armando                               | Especial de fim de ano                                                                            |
| 2005    | Hoje É Dia de Maria             | Cangaceiro                            | Episódio: "No País do Sol a Pino"                                                                 |
| 2005    | Sitcom.br                       | Homem                                 | Episódio: "O pé de Ana Luísa"                                                                     |
| 2005    | Bang Bang                       | Patrick Gogol / Xerife Edgard Stuart  |                                                                                                   |
| 2006    | JK                              | Roberto Marinho                       |                                                                                                   |
| 2007    | Paraíso Tropical                | Gustavo Martelli                      |                                                                                                   |
| 2009    | Tudo Novo de Novo               | Miguel Vianna                         |                                                                                                   |
| 2010    | Ti Ti Ti                        | Higino Oliveira (Gino)                |                                                                                                   |
| 2011    | O Astro                         | Samir Hayalla                         |                                                                                                   |
| 2012    | Cheias de Charme                | Fábio Arruda                          | Episódio: "28 de junho–10 de julho"                                                               |
| 2012    | As Brasileiras                  | Galã da novela                        | Episódio: "Maria do Brasil"                                                                       |
| 2012    | Doce de Mãe                     | Sílvio de Souza                       | Especial de fim de ano                                                                            |
| 2013    | Sangue Bom                      | Wilson Rabelo                         |                                                                                                   |
| 2014    | Doce de Mãe                     | Sílvio de Souza                       |                                                                                                   |
| 2014    | Boogie Oogie                    | Fernando Veiga Azevedo Fraga          |                                                                                                   |
| 2015–20 | Escolinha do Professor Raimundo | Pedro Pedreira                        |                                                                                                   |
| 2016    | Liberdade, Liberdade            | Manuel Ludovino do Rego (Mão de Luva) |                                                                                                   |
| 2017    | Os Dias Eram Assim              | Delegado Olavo Amaral                 |                                                                                                   |
| 2017    | Segredos de Justiça             | Maurício                              |                                                                                                   |
| 2019    | Órfãos da Terra                 | Elias Faiek Saad                      |                                                                                                   |
| 2020    | Hebe                            | Lélio Ravagnani                       |                                                                                                   |
| 2021    | Um Lugar ao Sol                 | Breno Martins                         |                                                                                                   |
| 2023    | As Aventuras de José e Durval   | Mário Antônio de Lima                 |                                                                                                   |
| 2024    | Justiça 2                       | Nestor Rebouças                       |                                                                                                   |
| 2024    | Senna                           | Milton Guirado Theodoro da Silva      |                                                                                                   |

### Cinema
| Ano  | Filme                                         | Personagem               | Nota                        |
| ---- | --------------------------------------------- | ------------------------ | --------------------------- |
| 1992 | Zuleika                                       | —                        | Curta-metragem              |
| 1992 | Tango                                         | —                        | Curta-metragem              |
| 1993 | Batimam e Robim                               | Léo / Batimam            | Curta-metragem              |
| 1996 | O Guarani                                     | Dom Álvaro Sá            |                             |
| 1996 | Olhos de Vampa                                | Oscar                    |                             |
| 1997 | O Que É Isso, Companheiro?                    | Henrique                 |                             |
| 1999 | Até que a Vida Nos Separe                     | Paulo                    |                             |
| 1999 | Tiradentes, o Filme                           | Inácio Alvarenga Peixoto |                             |
| 2001 | O Invasor                                     | Ivan                     |                             |
| 2003 | Cristina Quer Casar                           | Chico                    |                             |
| 2005 | Crime Delicado                                | Antonio Martins          | também Autor / Produtor     |
| 2005 | O Coronel e o Lobisomem                       | Major Badejo             |                             |
| 2005 | O Casamento de Romeu e Julieta                | Romeu                    |                             |
| 2005 | Rua 6, Sem Número                             | Solano                   |                             |
| 2006 | Canta Maria                                   | Filipe                   |                             |
| 2006 | O Maior Amor do Mundo                         | Maestro                  |                             |
| 2006 | Sonhos e Desejos                              |                          |                             |
| 2007 | A Via Láctea                                  | Heitor                   |                             |
| 2008 | Verônica                                      | Paulo                    |                             |
| 2009 | Cabeça a Prêmio                               | —                        | Direção, roteiro e produção |
| 2010 | 5x Favela - Agora por Nós Mesmos              |                          |                             |
| 2014 | Os Amigos                                     | Théo                     |                             |
| 2014 | Trinta                                        | Bráulio                  |                             |
| 2015 | Chatô, o Rei do Brasil                        | Assis Chateaubriand      |                             |
| 2015 | O Fim e os Meios                              | Hugo                     |                             |
| 2016 | Canastra Suja                                 | Batista                  |                             |
| 2017 | As Duas Irenes                                | Tonico                   | também Produtor Associado   |
| 2018 | Aos Teus Olhos                                | Davi                     |                             |
| 2018 | Sueño Florianópolis                           | Marco                    |                             |
| 2018 | Rasga Coração                                 | Manguari Pistolão        |                             |
| 2019 | Hebe: A Estrela do Brasil                     | Lélio Ravagnani          |                             |
| 2019 | Bio - Construindo uma Vida                    | Psicanalista             |                             |
| 2019 | Morto Não Fala                                | Jaime                    |                             |
| 2021 | Lamento                                       | Elder                    |                             |
| 2022 | Predestinado: Arigó e o Espírito do Dr. Fritz | Juiz Barros              |                             |
| 2022 | O Clube dos Anjos                             | Pedro                    |                             |
| 2024 | De Pai Para Filho                             | Machado                  |                             |

### Internet
| Ano  | Websérie               | Personagem                            |
| ---- | ---------------------- | ------------------------------------- |
| 2016 | A Lenda do Mão de Luva | Manuel Ludovino do Rego (Mão de Luva) |

## Teatro
| Ano     | Peça                          | Papel                |
| ------- | ----------------------------- | -------------------- |
| 1989    | Bakunin                       |                      |
| 1990    | Os Pequenos Burgueses         |                      |
| 1991–94 | Dois Perdidos numa Noite Suja | Paco                 |
| 1994    | A Gaivota                     | Treplev              |
| 1997    | Hamlet                        | Hamlet               |
| 2000    | Closer – Mais Perto           | Dan                  |
| 2003–04 | 3 Versões da Vida             | Henrique             |
| 2006    | Ricardo III                   | Ricardo III          |
| 2012    | Boca de Ouro                  | Drácula de Madureira |

### Diretor e roteirista
| Ano  | Título             | Nota            |
| ---- | ------------------ | --------------- |
| 1989 | Ufa! Que Perigo    | Direção da peça |
| 1996 | Oeste              | Direção da peça |
| 1999 | Shopping e Fucking | Direção da peça |
| 2003 | Senhor das Flores  | Direção da peça |
| 2010 | A Grande Volta     | Direção da peça |

## Prêmios e indicações
| Ano  | Prêmio                                   | Categoria                             | Nomeações                 | Resultado |
| ---- | ---------------------------------------- | ------------------------------------- | ------------------------- | --------- |
| 1993 | Festival de Cinema de Gramado            | Melhor Ator de curta-metragem         | Batimam e Robim           | Venceu    |
| 2000 | Brazilian Film Festival of Miami         | Melhor Ator Coadjuvante               | Até que a Vida Nos Separe | Venceu    |
| 2002 | Cine PE – Festival Audiovisual de Recife | Melhor Ator                           | O Invasor                 | Venceu    |
| 2003 | Grande Prêmio do Cinema Brasileiro       | Melhor Ator                           | O Invasor                 | Indicado  |
| 2003 | Prêmio Guarani de Cinema Brasileiro      | Melhor Ator                           | O Invasor                 | Indicado  |
| 2003 | Prêmio Contigo de TV                     | Melhor Ator                           | O Beijo do Vampiro        | Indicado  |
| 2006 | Prêmio Qualidade Brasil - SP             | Melhor Ator Teatral Drama             | Ricardo III               | Indicado  |
| 2006 | Brazilian Film Festival of Miami         | Melhor Roteiro                        | Crime Delicado            | Venceu    |
| 2007 | Grande Prêmio do Cinema Brasileiro       | Melhor Roteiro Adaptado               | Crime Delicado            | Venceu    |
| 2007 | Prêmio Guarani de Cinema Brasileiro      | Melhor Roteiro Adaptado               | Crime Delicado            | Indicado  |
| 2007 | Prêmio Contigo! de Cinema Nacional       | Melhor Ator Coadjuvante               | Canta Maria               | Indicado  |
| 2007 | Melhores do Ano                          | Melhor Ator Coadjuvante               | Paraíso Tropical          | Indicado  |
| 2008 | Grande Prêmio do Cinema Brasileiro       | Melhor Ator                           | A Via Láctea              | Indicado  |
| 2009 | Prêmio Arte Qualidade Brasil             | Melhor ator de série                  | Tudo Novo de Novo         | Indicado  |
| 2010 | Festival de Cinema de Los Angeles        | Melhor Filme                          | Cabeça a Prêmio           | Venceu    |
| 2011 | Prêmio Guarani de Cinema Brasileiro      | Melhor Roteiro Adaptado               | Cabeça a Prêmio           | Indicado  |
| 2011 | Prêmio Arte Qualidade Brasil             | Melhor Ator Coadjuvante               | O Astro                   | Indicado  |
| 2011 | Prêmio Quem de Televisão                 | Melhor Ator                           | O Astro                   | Indicado  |
| 2014 | Prêmio TV Press                          | Melhor Ator Coadjuvante               | Boogie Oogie              | Venceu    |
| 2015 | Festival Sesc Melhores Filmes            | Melhor Ator Nacional                  | Os Amigos                 | Indicado  |
| 2015 | Prêmio Quem de Cinema                    | Melhor Ator                           | Chatô, o Rei do Brasil    | Indicado  |
| 2016 | Grande Prêmio do Cinema Brasileiro       | Melhor Ator                           | Chatô, o Rei do Brasil    | Venceu    |
| 2016 | Prêmio Guarani de Cinema Brasileiro      | Melhor Ator                           | Chatô, o Rei do Brasil    | Venceu    |
| 2016 | Troféu APCA                              | Melhor Ator de Televisão              | Liberdade, Liberdade      | Venceu    |
| 2016 | Prêmio Extra de Televisão                | Melhor Ator Coadjuvante               | Liberdade, Liberdade      | Indicado  |
| 2016 | Melhores do Ano                          | Melhor Ator Coadjuvante               | Liberdade, Liberdade      | Indicado  |
| 2016 | Prêmio TV Press                          | Melhor Ator Coadjuvante               | Liberdade, Liberdade      | Venceu    |
| 2016 | Troféu UOL TV e Famosos                  | Melhor Ator (voto júri)               | Liberdade, Liberdade      | Venceu    |
| 2016 | Fest Aruanda do Audiovisual Brasileiro   | Melhor Ator                           | Canastra Suja             | Venceu    |
| 2017 | Festival de Cinema de Los Angeles        | Melhor Ator                           | Canastra Suja             | Venceu    |
| 2017 | Troféu APCA                              | Melhor Ator de Televisão              | Os Dias Eram Assim        | Indicado  |
| 2017 | Troféu UOL TV e Famosos                  | Melhor Ator                           | Os Dias Eram Assim        | Indicado  |
| 2017 | Festival de Havana                       | Melhor Ator Coadjuvante               | Aos Teus Olhos            | Venceu    |
| 2017 | Festival do Rio                          | Melhor Ator Coadjuvante               | Aos Teus Olhos            | Venceu    |
| 2017 | Festival de Cinema de Gramado            | Melhor Ator Coadjuvante               | As Duas Irenes            | Venceu    |
| 2018 | Prêmio Guarani de Cinema Brasileiro      | Melhor Ator Coadjuvante               | As Duas Irenes            | Venceu    |
| 2019 | Prêmio Guarani de Cinema Brasileiro      | Melhor Ator                           | Rasga Coração             | Indicado  |
| 2020 | Prêmio F5                                | Melhor Ator de Série Dramática        | Hebe                      | Indicado  |
| 2020 | Melhores do Ano Minha Novela             | Melhor Ator de Série/minissérie       | Hebe                      | Indicado  |
| 2020 | Pena de Prata                            | Melhor Ator Coadjuvante em Minissérie | Hebe                      | Indicado  |
| 2020 | Festival Sesc Melhores Filmes            | Melhor Ator Nacional                  | Hebe: A Estrela do Brasil | Indicado  |
| 2022 | Festival Sesc Melhores Filmes            | Melhor Ator Nacional                  | Lamento                   | Indicado  |
| 2022 | Fest Aruanda do Audiovisual Brasileiro   | Melhor Ator                           | Lamento                   | Venceu    |
| 2022 | Festival de Gramado                      | Melhor Ator Coadjuvante               | O Clube dos Anjos         | Indicado  |